# Trichomyia
Trichomyia is een muggengeslacht uit de familie van de motmuggen (Psychodidae).

## Soorten
- T. carlestolrai Wagner, 2002
- T. kostovi Jezek, 1990
- T. malickyi Wagner, 1982
- T. nuda (Dyar, 1926)
- T. parvula Szabó, 1960
- T. sequoiae Quate, 1955
- T. urbica Haliday, 1839
- T. wirthi Quate, 1955